# 湯普森島
湯普森島（英語：Thompson Island）是南極洲的島嶼，處於風車群島東北面28公里，屬於巴拉埃納群島的一部分，在1947年2月由美國海軍拍攝照片，現時由南極條約體系管理。